# Huỳnh anh
Huỳnh anh hay Hoàng anh hay dây huỳnh, dây công chúa (danh pháp khoa học: Allamanda cathartica L.) là loài cây cảnh thuộc chi Dây huỳnh (Allamanda) trong họ La bố ma (Apocynaceae), có nguồn gốc từ Brasil. Loài này được nhắc tới trong quyển Flora Brasiliensis ("Thực vật Brasil") của Carl Friedrich Philipp von Martius.
Cây này chủ yếu được dùng để trị sốt rét: thân và lá khi phân hủy trong nước có tác dụng diệt bọ gậy,một phát hiện mới tại Việt Nam dùng loài hoa này sao chế tương tụ như sao chè với nhiệt độ thích hợp sau đó ủ kín có thể dùng làm thuốc đuổi muỗi hiệu quả hoặc được sử dụng như một loại nhang muỗi ngoài ra theo y học Ấn Độ và Philippines loại trà hoa này có thể dùng làm thuốc nhuận tràng theo phương thức pha trà uống khi dùng ở liều cao có tác dụng như thuốc tẩy ruột.
Theo các tài liệu trước đây loài hoa này phát triển thuận lợi tại một số vùng nhiệt đới, là loại có hoa nở quanh năm và dễ trồng tại vùng nhiệt đới hoặc vùng khí hậu có nhiệt độ trên 14 độ C.
Qua thực tế tại thổ nhưỡng Tây Nguyên Việt Nam thì có những khác biệt. Cụ thể tại tỉnh Đăk Nông đây là loài cây có hoa nở quanh năm và rất dễ trồng chỉ cần bẻ cành cắm xuống đất đồi đủ ẩm và che nắng ban đầu là có thể sống và phát triển mạnh hoặc chỉ cần vin cành xuống lấp đất để nhân giống tạo cây mới mà vẫn duy trì qua trình sinh trưởng của cành
Đây là một loại cây mà thân cành lá đều đẹp nên được trồng làm cảnh tại Việt Nam, thường được trồng cho leo nóc tường, nóc cổng hoặc ban công. Trong vòng đời cây cho số lượng hoa nhiều hơn lá, hoa có hình phễu và chia ra năm cánh ở phần loe phễu có chung cuống hình chuông. Cây ít nhựa tại thân và cành song tại phần sinh trưởng có nhiều nhựa có dạng sữa không dính lắm, khi bị ngắt sẽ có sữa tiết ra thành giọt đọng tại phần vết thương.

## Hình ảnh

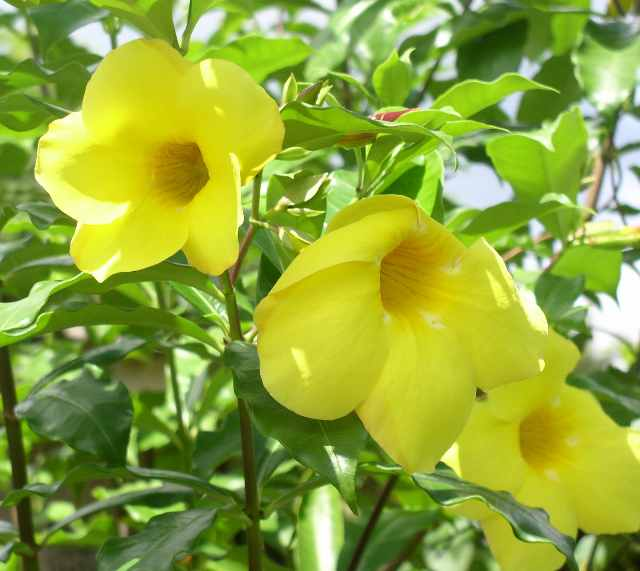
Hoa và lá
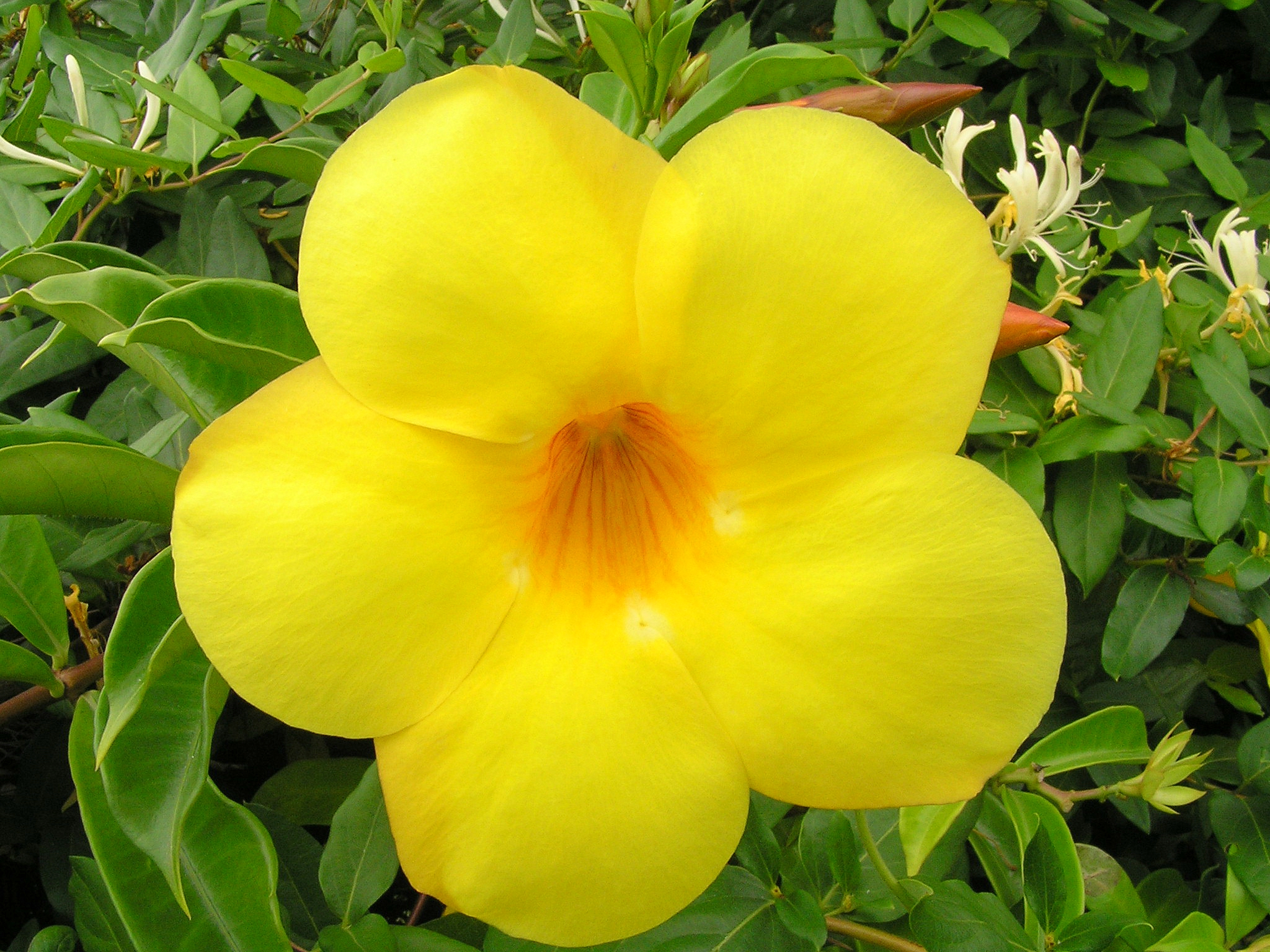
Hoa
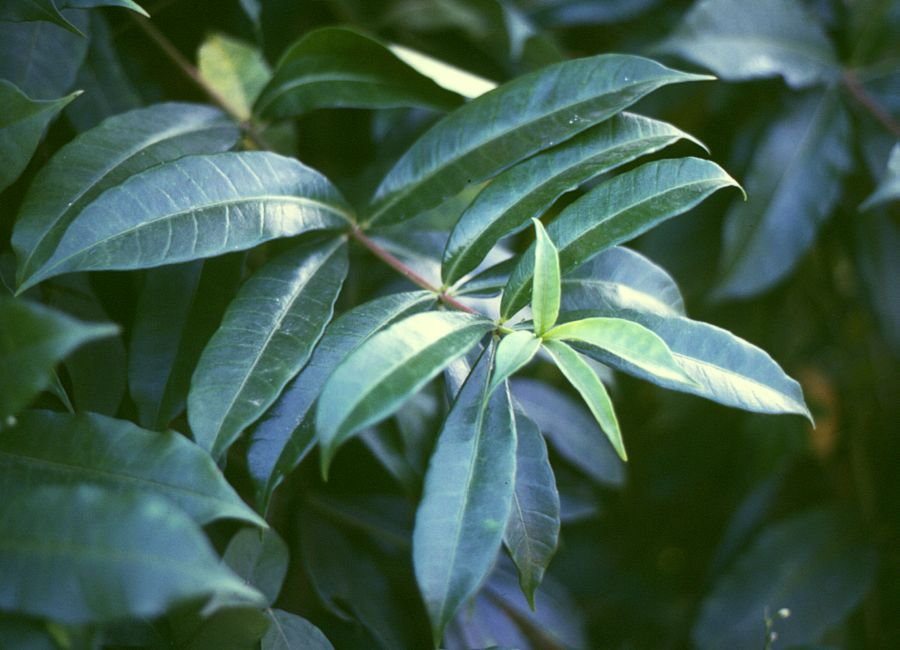
Lá
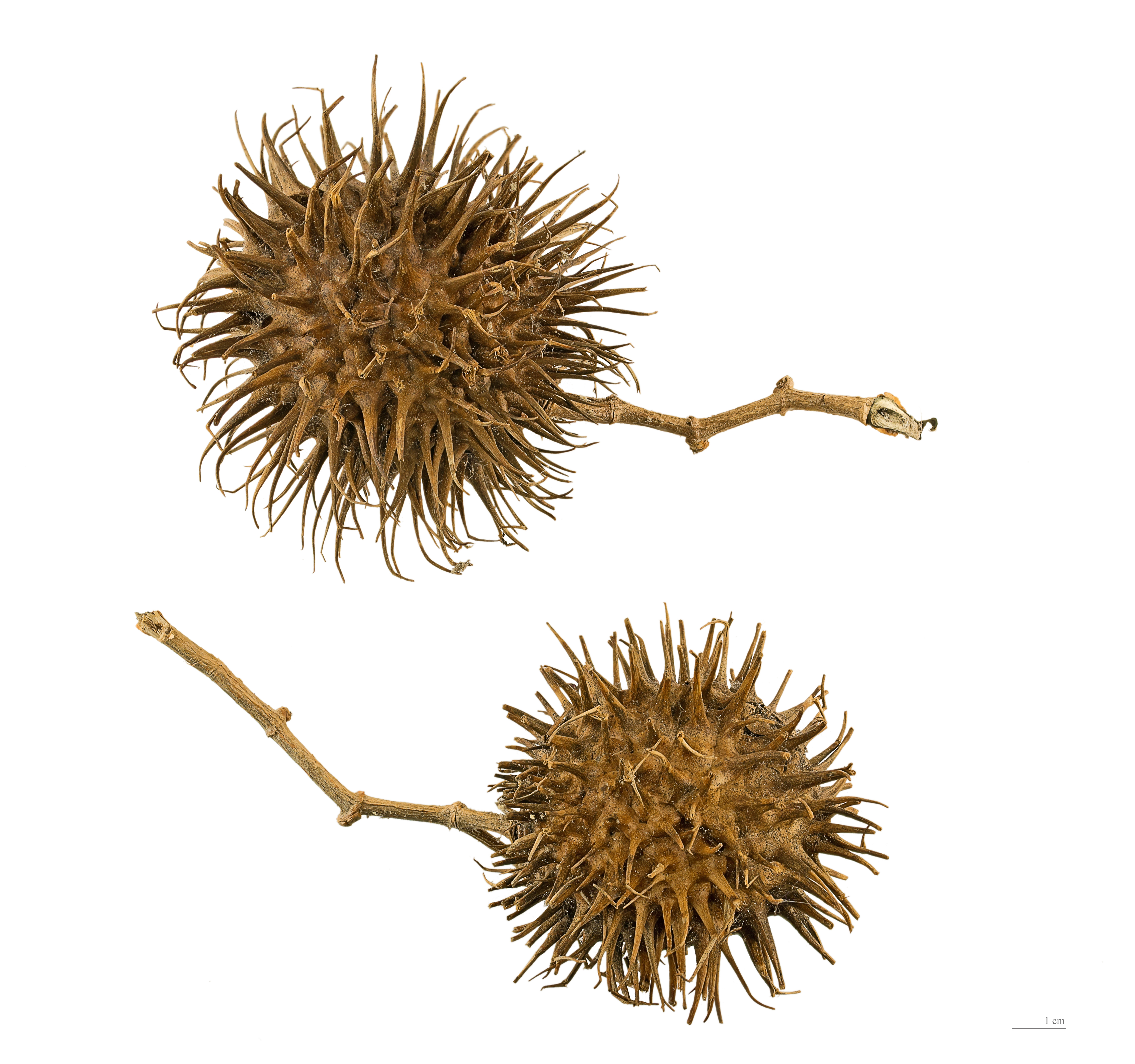
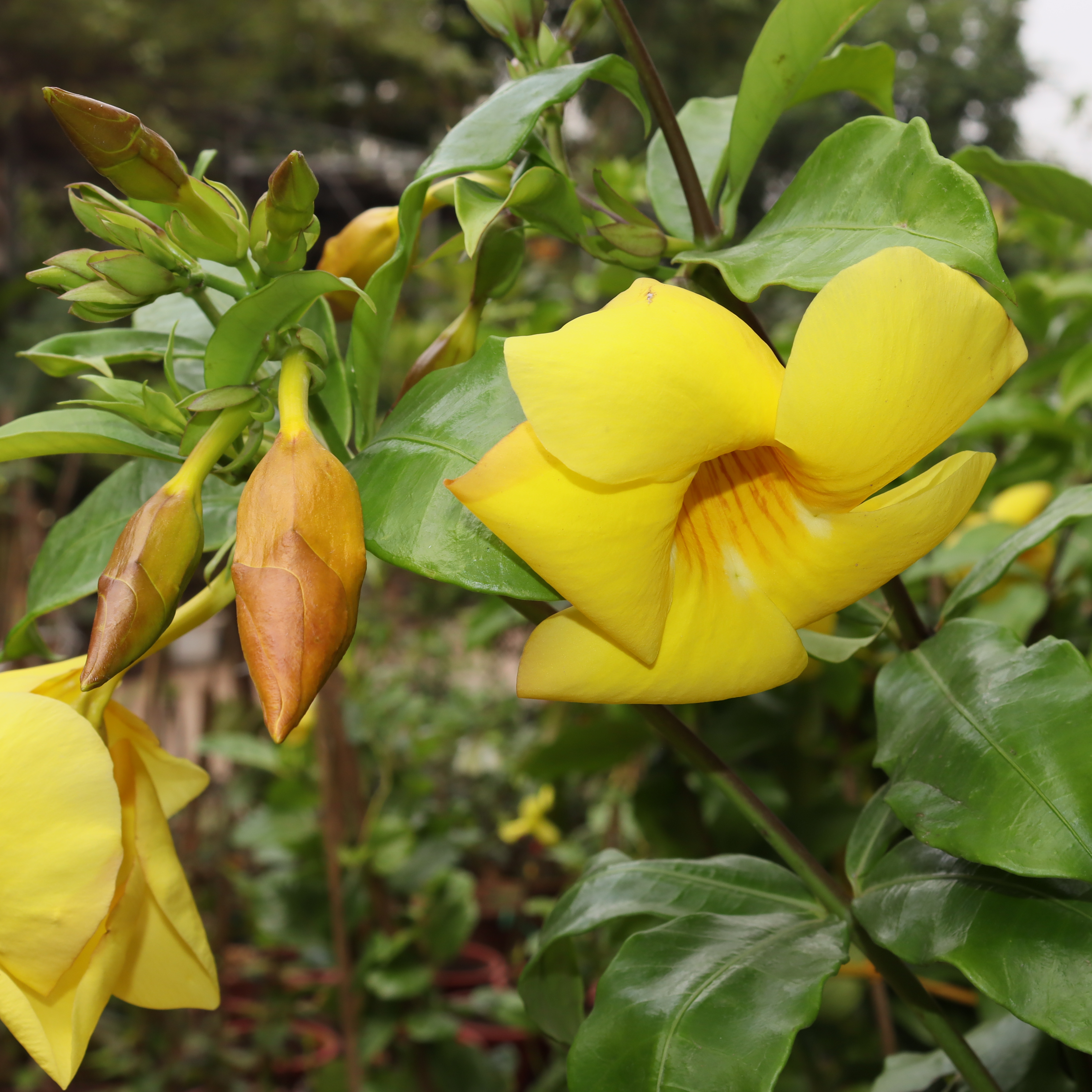
Nụ và hoa huỳnh anh